# Plukenetia polyadenia
Plukenetia polyadenia är en törelväxtart som beskrevs av Johannes Müller Argoviensis. Plukenetia polyadenia ingår i släktet Plukenetia och familjen törelväxter. Inga underarter finns listade i Catalogue of Life.